# سام بحور
سام بحور رائد أعمال أمريكي من أصل فلسطيني وُلد في 18 أكتوبر (تشرين الأول) عام 1964.

## حياته
وُلد سام بحور في ولاية أوهايو بالولايات المتحدة الأمريكية في 18 أكتوبر (تشرين الأول) عام 1964 لأسرة تتكون من أب فلسطيني وأم لبنانية أمريكية، ونشأ في الولايات المتحدة الأمركية، ثم درس تقنيات الحاسب في جامعة ولاية يونغستاون وتخرج منها عام 1989، قبل أن ينتقل مع عائلته إلى الضفة الغربية في عام 1995 بعد توقيع اتفاقيات أوسلو للمشاركة في تطوير اقتصاد الدولة الفلسطينية المستقبلية. حصل سام بحور بعد ذلك على درجة الماجستير في إدارة الأعمال في برنامج مشترك تم بالتعاون ما بين جامعة نورث وسترن في ولاية إلينوي الأمريكية وجامعة تل أبيب في إسرائيل.

## مسيرته المهنية
عمل سام بحور عقب تخرجه من الجامعة في العديد من شركات البرمجيات الأمريكية، ثم سعى مع مجموعة من رجال الأعمال إلى فتح مركز تسوق على الطراز الغربي في الضفة الغربية، وكان واحدا من مؤسسي شركة الاتصالات الفلسطينية "بالتل". أسس سام بحور كذلك عددا من الشركات الخاصة.
دعم سام بحور حركة المقاطعة وسحب الاستثمارات وفرض العقوبات على إسرائيل بسبب جرائمها بحق الشعب الفلسطيني. وفي 6 أبريل (نيسان) عام 2021، طرح سام بحور برفقة البروفيسور الأمريكي الإسرائيلي برنارد أفيشاي فكرة موضوع نموذج الكونفدرالية لحل الصراع الإسرائيلي الفلسطيني.